# Communauté de communes d'Iholdi-Ostibarre
La communauté de communes d'Iholdi-Oztibarre est une ancienne communauté de communes française, située dans le département des Pyrénées-Atlantiques et la région Nouvelle-Aquitaine. La communauté de communes d'Iholdi-Oztibarre était composée de 13 communes.

## Historique
La communauté de communes d'Iholdi-Oztibarre a été formée le 1er janvier 2004. Elle a succédé à l'ancienne structure intercommunale organisée en SIVOM.
La communauté de communes est composée de 13 des 14 communes de l'ancien canton d'Iholdy, Hélette ayant choisi le rattachement à la communauté de communes du pays d'Hasparren.
Le nom d'Oztibarre désigne l'un des six pays historiques de Basse-Navarre, l'Ostabarret, en basque Oztibarre.
Historiquement, la communauté de communes est formée des huit communes de l'Ostabarret, d'une commune du pays de Cize (Suhescun), de la baronnie de Lantabat et des trois communes d'Armendarits, Iholdy et Irissarry jouissant d'un statut particulier dans l'ancien royaume de Navarre.
Le 1er janvier 2017, elle fusionne avec neuf autres intercommunalités pour former la communauté d'agglomération du Pays Basque.

## Composition
La communauté de communes regroupait 13 communes :
| Nom                    | Code Insee | Gentilé                       | Superficie (km2) | Population (dernière pop. légale) | Densité (hab./km2) |
| ---------------------- | ---------- | ----------------------------- | ---------------- | --------------------------------- | ------------------ |
| Iholdy (siège)         | 64271      | Iholdiar                      | 21,63            | 568 (2014)                        | 26                 |
| Arhansus               | 64045      | Arhantsusiar                  | 5,32             | 70 (2014)                         | 13                 |
| Armendarits            | 64046      | Armendariztar                 | 17,27            | 403 (2014)                        | 23                 |
| Bunus                  | 64150      | Bunuztar                      | 6,60             | 144 (2014)                        | 22                 |
| Hosta                  | 64265      | Hoztar                        | 17,08            | 80 (2014)                         | 4,7                |
| Ibarrolle              | 64267      | Ibarrolar                     | 8,87             | 90 (2014)                         | 10                 |
| Irissarry              | 64273      | Irisartar                     | 26,39            | 861 (2014)                        | 33                 |
| Juxue                  | 64285      | Jutsiar                       | 15,17            | 206 (2014)                        | 14                 |
| Lantabat               | 64313      | Landibartar                   | 28,86            | 297 (2014)                        | 10                 |
| Larceveau-Arros-Cibits | 64314      | Larzabaldar-Arroztar-Zibiztar | 18,08            | 405 (2014)                        | 22                 |
| Ostabat-Asme           | 64437      | Izuratar-Azmetar              | 15,26            | 199 (2014)                        | 13                 |
| Saint-Just-Ibarre      | 64487      | Donaixtiar-Ibartar            | 30,03            | 231 (2014)                        | 7,7                |
| Suhescun               | 64528      | Suhuskundar                   | 11,83            | 174 (2014)                        | 15                 |

## Démographie
| 2007  | 2012  |
| ----- | ----- |
| 3 590 | 3 761 |

## Administration
| Période                                  | Période          | Identité          | Étiquette | Qualité        |
| ---------------------------------------- | ---------------- | ----------------- | --------- | -------------- |
| Les données manquantes sont à compléter. |                  |                   |           |                |
| 2014                                     | 31 décembre 2016 | Bernard Cachenaut | UMP       | Maire d'Iholdy |